# Жуковське сільське поселення (Торбеєвський район)
Жуко́вське сільське поселення (рос. Жуковское сельское поселение) — муніципальне утворення у складі Торбеєвського району Мордовії, Росія. Адміністративний центр — село Жуково.

## Історія
Станом на 2002 рік існували Жуковська сільська рада (село Жуково, селище Маяк) та Татарсько-Юнкинська сільська рада (села Велика Івановка, Татарські Юнки).
19 травня 2020 року Татарсько-Юнкинське сільське поселення було ліквідоване, територія приєднана до складу Жуковського сільського поселення.

## Населення
Населення — 1294 особи (2019, 1479 у 2010, 1553 у 2002).

## Склад
До складу поселення входять такі населені пункти:
| Населений пункт       | Населення, осіб (2002) | Населення, осіб (2010) |
| --------------------- | ---------------------- | ---------------------- |
| Велика Івановка, село | 103                    | 84                     |
| Жуково, село          | 998                    | 985                    |
| Маяк, селище          | 46                     | 24                     |
| Татарські Юнки, село  | 406                    | 386                    |